# KV38
La tumba KV38, situada en el Valle de los Reyes en Egipto, fue utilizada para el entierro del faraón Tutmosis I de la decimoctava dinastía, a donde el cuerpo fue trasladado por Tutmosis III desde la KV20, para separarle de Hatshepsut. La momia fue sacada de nuevo para protegerla de los saqueadores y se encontró en la DB320.
La tumba consiste en un pasillo inclinado que se abre al llegar a un compartimento de forma irregular. Otro corredor con mucha pendiente lleva a la cámara funeraria, que tiene un pequeño compartimento en la pared izquierda. La tumba no está bien excavada, y esto y la humedad le dan un pobre aspecto. Solamente quedan restos de la decoración en la cámara funeraria, decorada con fragmentos del Libro del Amduat, la copia más antigua de las que se conocen.
En su interior se encontró un sarcófago de piedra roja con el nombre de Tutmosis I, un cofre de vasos canopos y fragmentos de cerámica. 